# Baek Jin-hee
Baek Jin-hee (백진희?, 百眞熙?, Baek Jin-huiLR, Paek Chin-hŭiMR; Seul, 8 febbraio 1990) è un'attrice sudcoreana.

## Biografia
Nata l'8 febbraio 1990 nel distretto di Gangdong a Seul come maggiore di tre figlie, ha iniziato la sua carriera nel mondo dell'intrattenimento dopo essere stata avvicinata da un talent scout. I suoi primi ruoli sono stati quello di una ragazza ribelle che diventa amica di un lavoratore migrante del Bangladesh in Bandubi (2009) e quello di un'adolescente che vende la propria biancheria usata nella commedia sexy Festival (2010). Dopo essersi fatta conoscere nella sitcom High kick! - Jjarb-eun dari-ui yeokseup (2011-2012), ha recitato come attrice secondaria nelle serie televisive Jeon Woo-chi (2012-2013) e Geum na-wara, ttukttak! (2013).
È diventata famosa grazie al ruolo dell'antagonista Danashri nella fiction storica Gi hwanghu (2013-2014), alla quale sono seguiti parti da protagonista nel melodramma Triangle e nel procedurale Oman-gwa pyeon-gyeon nel corso del 2014. Nel 2015 ha interpretato Geum Sa-wol nella serie familiare di successo Nae ttal, Geum Sa-wol.

## Filmografia

### Cinema
- Kitchen (키친?, KichinLR), regia di Hong Ji-young (2009)
- Bandubi (반두비?), regia di Shin Dong-il (2009)
- Acoustic (어쿠스틱?, AkuseutikLR), regia di Yoo Sang-hun (2010)
- Festival (페스티발?, PeseutibalLR), regia di Lee Hae-young (2010)
- Yeor-yeodeolp, yeor-ahop (열여덟,열아홉?), regia di Bae Gwang-soo (2012)
- Tteugeo-un annyeong (뜨거운 안녕?), regia di Nam Taek-soo (2013)
- Museo-un i-yagi 2 (무서운 이야기 2?), regia di Min Kyu-dong, Kim Sung-ho, Kim Hwi e Jung Bum-sik (2013)

### Televisione
- Crime (크라임?, Keura-imLR) – serie TV (2008)
- Cheonmanbeon saranghae (천만번 사랑해?) – serie TV (2009)
- High kick! - Jjarb-eun dari-ui yeokseup (하이킥! - 짧은 다리의 역습?) – serie TV (2011-2012)
- Jeon Woo-chi (전우치?) – serie TV (2012)
- Geum na-wara, tteukttak! (금 나와라, 뚝딱!?) – serie TV (2013)
- Gi hwanghu (기황후?) – serie TV (2013)
- Triangle (트라이앵글?, Teura-i-aenggeulLR) – serie TV (2014)
- Oman-gwa pyeon-gyeon (오만과 편견?) – serie TV (2014)
- Nae ttal, Geum Sa-wol (내 딸, 금사월?) – serie TV (2015-2016)
- Missing 9 (미씽나인?) – serie TV (2017)
- Jugglers (저글러스?, JeogeulleoseuLR) – serie TV (2017)
- Siksyareul hapsida (식샤를 합시다?) – serie TV (2018)
- Jug-eodo joh-a (죽어도 좋아?) – serie TV (2018)
- Gungmin yoreobun! (국민 여러분!?) – serie TV, episodio 14 (2019)
- My Holo Love (나 홀로 그대?, Na hollo geudaeLR) – webserie, episodio 6 (2020)
- Curtain Call (커튼콜?, KeoteunkolLR) – serie TV, episodio 19 (2022)
- Jinjjaga natanatda! (진짜가 나타났다!?) – serie TV (2023)

## Riconoscimenti
- Baeksang Arts Award[13]
  - 2014 – Miglior nuova attrice per Gi hwanghu
- Cine 21 Award
  - 2009 – Miglior nuova attrice per Bandubi[14]
- KBS Drama Award[15]
  - 2018 – Premio all'eccellenza, attrice in una miniserie per Jugglers e Jug-eodo joh-a
  - 2018 – Miglior coppia con Choi Daniel per Jugglers
  - 2018 – Candidatura Miglior coppia con Kang Ji-hwan per Jug-eodo joh-a
  - 2018 – Premio dei netizen per Jug-eodo joh-a
- Korea Drama Award
  - 2015 – Alta eccellenza (attrici) per Nae ttal, Geum Sa-wol[16]
- MBC Drama Award
  - 2013 – Miglior nuova attrice per Gi hwanghu[17]
  - 2014 – Premio all'eccellenza, attrice in un drama speciale per Oman-gwa pyeon-gyeon e Triangle[18]
  - 2015 – Top 10 Stars per Nae ttal, Geum Sa-wol[19]
- MBC Entertainment Award
  - 2011 – Premio popolarità in una sitcom/commedia per High kick! - Jjarb-eun dari-ui yeokseup[20]